# زمین‌وار
زمین‌وار یا ژئوئید (به انگلیسی: Geoid) شکلی است که سطح اقیانوس به تنهایی تحت تأثیر جاذبه زمین و چرخش زمین قرارمی‌گیرد، اگر تأثیرات دیگری همچون بادها و جزر و مد وجود نداشته باشند. این سطح از طریق قاره‌ها گسترش می‌یابد (مانند کانال‌های باریک فرضی).
کارل فریدریش گاوس اولین نفری بود که مدل ریاضی زمین را ارائه کرد سطح صاف با سطوحی بی‌قاعده که ارتباطی با سطح پوسته زمین نداشتند و با سطوحی که تحت تأثیر نیروی گرانش زمین به‌دست می‌آمدند با این وجود این نظریه تا ۲۰۰ سال در تاریخ ژئودزی و ژئوفیزیک مورد توجه بود. این سطوح در ده‌های اخیر با دقت بالایی تعریف شدند.
همه نقاط روی یک سطح ژئوئید دارای پتانسیل مؤثر (مجموع انرژی پتانسیل گرانشی و انرژی پتانسیل گریز از مرکز) هستند. نیروی گرانشی در همه جا عمود بر ژئوئید عمل می‌کند، به این معنی که خطوط انحراف عمود بر سطح و سطح آب به موازات ژئوئید هستند، اگر تنها در شرایط شتاب گرانشی و چرخشی قرار بگیرند. سطح ژئوئید در هر جایی که یک آنومالی گرانشی مثبت (انبساط جرمی) وجود دارد، بالاتر از مرجع بیضوی است و در هر جایی که آنومالی گرانشی منفی (کسری جرم) وجود دارد پایین‌تر از بیضوی مرجع است.

## شرح

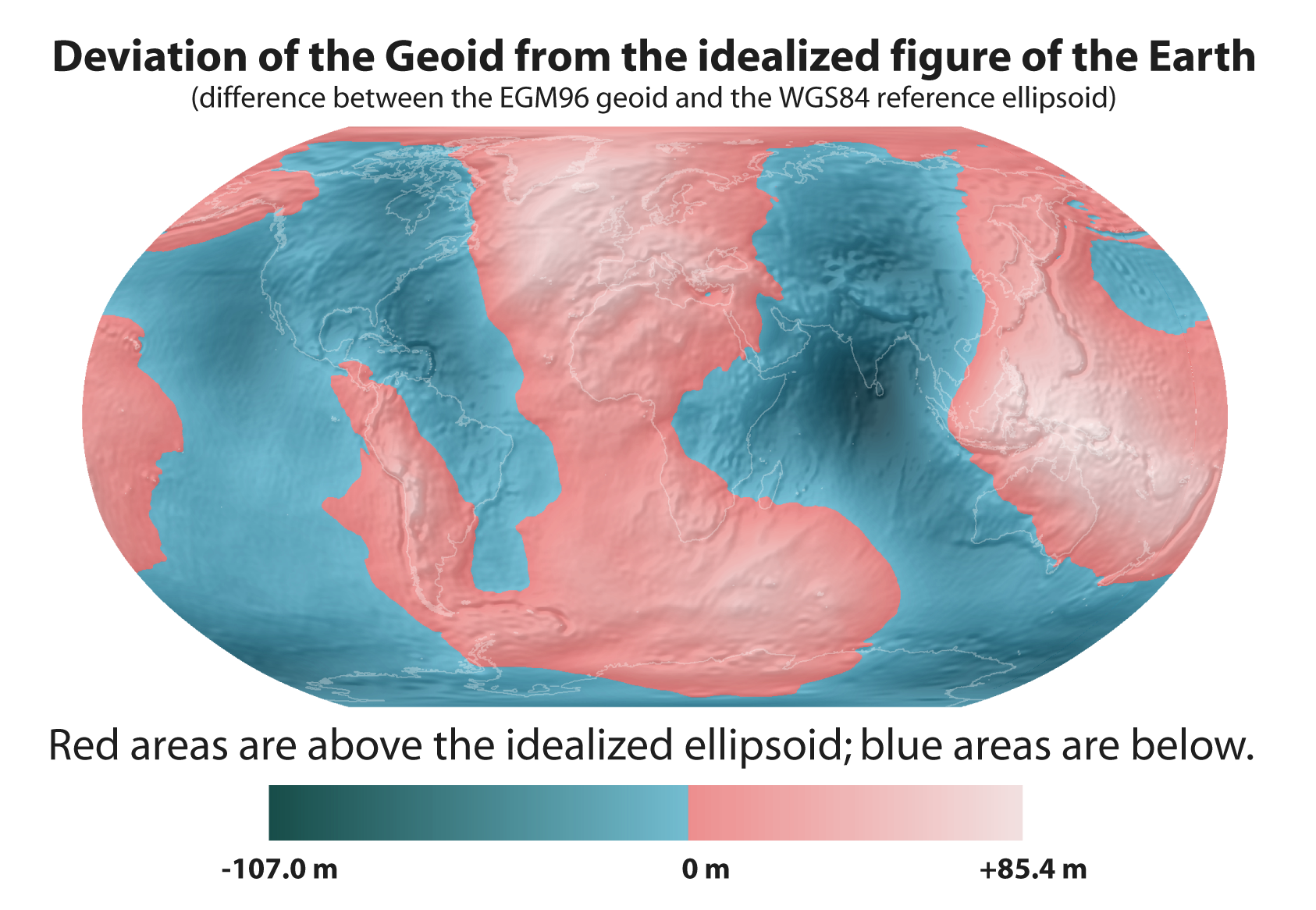
نقشهٔ نوسان زمین‌وار، به متر (بر اساس مدل جاذبهٔ EGM96 و سامانه ژئودتیک جهانی ۱۹۸۴ مرجع بیضوی).

۱. اقیانوس
1. مرجع بیضوی
2. شاغول محلی
3. قاره
4. زمین‌وار

برخلاف مرجع بیضوی که شکل ایدئال ریاضی‌ای فرم زمین‌است، زمین‌وار دارای سطوح بی‌قاعده است ولی نسبت به سطح زمین صاف‌تر تعریف می‌گردد با وجود آنکه زمین دارای بخش‌هایی به ارتفاع ۸+ هزار متر ارتفاع (کوه اورست) و ۱۱- هزار متر عمق (درازگودال ماریانا) است تنوع کلی ارتفاعی مدل زمین‌وار در مقایسه با مدل ریاضی دقیق بیضوی زمین، کمتر از ۲۰۰ متر (-۱۰۶ متر تا ۸۵ متر) است.
اگر سطح اقیانوس‌ها در صورتی که همگی هم‌چگالی باشند و به وسیلهٔ جز و مد و تغییرات جوی تغییر نیابند امکان تخمین زدن زمین‌وار مقدور خواهد بود.
اگر در سطح خشکی قاره‌ها کانال‌های فرضی‌ای مرتبط با آب‌های آزاد در نظر گرفته شود زمین‌وار در بخش خشکی‌ها به صورت حدودی بر سطح آب کانال‌ها منطبق خواهد بود.
در واقعیت زمین‌وار در بخش خشکی‌ها معنایی ندارد ولی ژئودزی امکان تشخیص نقاط خشکی‌ها از سطح فرضی را با روشی به نام ارتفاع‌دهی فردی (به انگلیسی: spirit leveling) مقدور می‌سازد.
بر اساس سطوح هم‌توان زمین‌وار بر پایه سطوحی که نیروهای گرانش بر آن عمود هستند تعریف می‌گردد و به این معنی است که فردی که با کشتی بر روی آب‌ها در حرکت هست بالا و پائین شدن سطوح زمین‌وار را متوجه نمی‌شود و همیشه شاغول محلی بر سطح زمین‌وار عمود است و همچنین سطوح ارتفاع‌دهی فردی موازی با سطوح زمین‌وار هستند.
توجه داشته باشید ممکن است در یک سفر طولانی کشتی‌هایی که بر روی آب‌های آزاد در حال حرکت هستند در سیستم موقعیت‌یاب جهانی خود صرف نظر از جز و مد ارتفاع‌های متفاوتی را دریافت نمایند و علت این خطا این هست که ماهواره‌های جی‌پی‌اس (به انگلیسی: GPS) حول مرکز گرانش زمین در حال چرخش هستند و فقط می‌توانند ارتفاع را نسبت به مرجع بیضوی بسنجند.
برای به‌دست آوردن ارتفاع یک سطح زمین‌وار اطلاعات خام جی‌پی‌اس باید اصلاح گردند معمولاً ارتفاع به وسیلهٔ ارتفاع‌دهی فردی نسبت به ایستگاه‌های سنجش جز و مد انجام می‌گیرد چنین عملی در تحقیقات زمین‌شناختی به عنوان ارتفاع زمین‌وار شناخته می‌شود.
در جی‌پی‌اس‌های مدرن دارای شبکه‌های درونی‌ای هستند که سطوح زمین‌وار در آنها (به عنوان مثال ای‌جی‌ام-۹۶) ارتفاع بالای دبلیوجی‌اس بیضوی از موقعیت کنونی شبیه‌سازی شده است در آنها امکان تصحیح ارتفاع بالای دبلیوجی‌اس بیضوی به ارتفاع بالای دبلیوجی‌اس۸۴ زمین‌وار دارد.
در صورتی که در این موارد ارتفاع کشتی از سطح آب‌ها صفر نباشد علت‌ها می تواند جز و مد یا فشار جو و توپوگرافی سطح دریا باشد.